# برج بحریه آیکون
برج بحریه آیکون (انگلیسی: Bahria Icon Tower) ساختمان اداری ۶۲ طبقه مستقر در شهر کراچی، پاکستان است، که در سال ۲۰۲۱ احداث گردید.